# Tortel
Tortel is een gemeente in de Chileense provincie Capitán Prat in de regio Aysén del General Carlos Ibáñez del Campo. Tortel telde 523 inwoners in 2017.